# Bruno de Segni
Bruno de Segni (Solero, c. 1047-Segni, 18 de julio de 1123)  (latinizado Bruno Astensis) fue obispo de Segni y abad de Montecassino y también es un santo italiano.

## Biografía
Nacido en Solero (hoy provincia de Alejandría, Piamonte) entre 1045 y 1049. Fue educado en un monasterio cerca de su lugar de nacimiento en Bolonia. Se ordenó sacerdote en Siena y fue a Roma en 1079. Aquí estuvo en contacto con los líderes de la Iglesia y pronto llamó la atención del papa Gregorio VII, si es cierta su famosa disputa eucarística con Berengario. En cualquier caso, cumplió su labor tan bien, que el papa le nombró obispo de Segni en el Lazio ese mismo año. 
Durante su obispado, estuvo en contacto con Urbano II, al que acompañó a Francia en 1095. En 1099, ingresó en el monasterio de Monte Cassino, pero sin renunciar a continuar sus visitas con el mundo cristiano. Hizo una importante misión en Francia para Pascual II, en 1106, y se mantuvo con el papa durante algún tiempo después de su regreso. En 1107, es elegido abad en su convento. Pascual no puso ninguna objeción a esta versatilidad, hasta que, en los conflictos de 1111, Bruno se puso de parte del antipapa Silvestre IV, por lo que se vio obligado a renunciar a su abadía y volver a Segni. Murió en Segni el 18 de julio de 1123.
Lucio III lo canonizó en 1181 o 1183. Sus obras son principalmente exegéticas. Su Libellus de symoniacis, escrito antes de 1109, es importante para el debate sobre el significado de la simonía, y, sobre todo por su actitud en los sacramentos de un sacerdote simoníacos.